# 교황 우르바노 6세
교황 우르바노 6세(라틴어: Urbanus PP. VI, 이탈리아어: Papa Urbano VI)는 제202대 교황(재위: 1378년 4월 8일 - 1389년 10월 15일)이다. 본명은 바르톨로메오 프리냐노(이탈리아어: Bartolomeo Prignano)이다.
아비뇽 유수가 재현되면 안된다는 로마시민들의 압박속에 교황으로 선출되었다. 그러나 경솔하고 독단적이며 폭력적인 성품으로 교황으로서의 기본자질이 부족하였다. 급진적이고 과격한 개혁추진으로 분란이 거듭되었고 추기경들에 의해 대립교황이 선출되는 비극이 벌어졌다. 대립교황이 아비뇽으로 이주하면서 서방교회가 완전히 분열되어 버렸다.
유럽국가들이 이해관계에 따라 지지하는 교황이 나뉘며 정치적으로도 완전히 둘로 갈라졌다. 분열은 교구와 본당 수도원과 가정에까지 확대됐다. 각 지역 교회는 두 명의 주교, 두 명의 주임신부를 갖게되었고 신자들마저 양측 추종자로 분열됐다. 교황들과 임명받은 성직자들은 서로 합법성을 주장하며 상대방을 파문했다.
서구대이교(西歐大離敎)라 불리는 서방 교회의 분열은 40년간 이어지다가 콘스탄츠 공의회에 의해 '공의회 지상주의'가 채택되면서 1417년이 되어서야 종결되었다. 교황의 자질부족으로 큰 혼란이 빚어졌고 그 과정중에 3명이 교황이 출현하는등 교황의 권위가 크게 실추되고 말았다.

## 생애 초기
이트리에서 태어난 프리냐노는 신심 깊은 수사로 아비뇽에서 결의론을 공부했다. 1354년 3월 21일 그는 나폴리 왕국의 아체렌자의 대주교로 서품받았다. 그는 1377년에는 바리의 대주교가 되었다.
그는 부상서원장으로 있을 때 소박하고 검소하며 실무적인 사람으로 명성을 쌓았다. 또한 그는 공부하는 것을 좋아했으며, 비록 나중에 교황이 되고나서 네 명의 조카를 추기경에 서임하고 그들 중 한 명을 나폴리의 통치자로 두려고 했지만, 족벌주의의 영향을 받은 사람도 아니었다. 하지만 그의 단점이 워낙 커서 이러한 그의 장점도 가리고 말았다. 루트비히 파스토르는 그의 성격을 다음과 같이 요약했다. “그에게는 그리스도교적인 온유함과 애덕이 부족했다. 그는 태생적으로 독단적이고 매우 폭력적이었으며 경솔한 인물이었다. 이러한 그가 당시 쟁점이었던 교회 문제를 다루게 되었을 때, 그 결과는 처참했다.”

## 교황 선출
1378년 3월 27일 교황 그레고리오 11세가 선종하자 로마에서 시위가 일어나 콘클라베 장소를 겹겹이 포위하고 로마 사람을 교황으로 선출하라고 요구하고 나섰다. 교황좌가 다시 아비뇽으로 돌아가서는 안 된다는 압박을 받은 추기경들은 서둘러 만장일치로 1378년 4월 8일 프리냐노를 우르바노 6세로 선출했다. 당시 추기경이 아니었던 프리냐노는 잘 알려진 인물이 아니었다. 콘클라베 직후 대다수 추기경들은 시위대가 새 교황이 프랑스 사람이 아니었지만 그렇다고 로마 사람도 아니라는 것을 알아채기도 전에 서둘러 로마에서 빠져 나왔다. 로마 시민들은 로마 사람은 아니었지만, 그래도 같은 이탈리아 사람인 그를 받아들였다.
새 교황의 정통성에 대해서는 의심의 여지가 없었지만, 그의 선출을 달가워하지 않았던 프랑스파는 곧 새 교황에 반대하는 음모를 꾸미기 시작했다. 우르바노 6세는 아무런 호의도 베풀지 않았다. 추기경들은 그가 얌전한 인물이기를 기대했으나 동시대의 많은 사람들은 그를 오만하고 성난 사람으로 보았다. 니하임의 디트리히는 교황으로 즉위한 후 그를 다시 보게 되었다는 추기경들의 견해를 기록했으며, 장 프루아사르와 레오나르도 브루니, 톰마소 데 아체르노, 안토니노 피에로치 등도 비슷한 글을 남겼다.

## 통치의 위기
교황으로 선출된 직후에 우르바노 6세는 추기경들에게 한 연설에서 사례금과 뇌물을 주고받지 않고 교황청을 운영해야 한다거나 추기경들이 군주들이나 그 밖의 다른 평신도들에게 연금을 받는 것을 금지해야 한다거나, 그들이 여러 수행원을 거느리고 사치스러운 생활을 하고 있으며, 그들이 보유한 교구의 성직록이 너무 많다는 등 과격한 언어를 구사했다. 교황의 말을 들은 추기경들 중 일부는 그가 권력에 도취된 나머지 이성을 잃었다며 분개했다. 우르바노 6세는 다시는 교황이 아비뇽에 가는 일은 없을 것이라고 말함으로써 프랑스 왕 샤를 5세와의 사이도 멀어졌다.
추기경들은 극도로 불쾌해하였다. 교황 선출 후 5개월이 지난 후에 프랑스 추기경들은 아나니에서 모임을 갖고, 우르바노 6세를 초대했는데, 우르바노 6세는 자신이 가면 구금되거나 어쩌면 살해당할지도 모른다는 것을 눈치챘다. 교황이 불참하자 프랑스 추기경들은 8월 9일에 그의 선출이 무효라는 폭탄 선언을 발표했다. 그 이유로 그들은 이탈리아 사람을 뽑으라는 폭도들의 강압에 따른 어쩔 수 없는 선택이었기 때문이라는 것이다. 이어서 8월 20일에 그들은 이탈리아 추기경들에게 교황좌가 공석 상태(사도좌 공석)라고 주장하는 서신을 보냈다. 그리고 폰디에서 몰래 프랑스 왕의 지원을 받은 그들은 9월 20일 제네바의 로베르를 교황으로 선출한다고 발표했다. 힐 알바레스 카리요 데 알보르노스의 뒤를 이어 교황군 지휘관으로 임명된 로베르는 호전적인 성격의 성직자로 스스로 교황 클레멘스 7세라고 주장했다. 이리하여 서구 대이교가 시작되어, 1417년까지 가톨릭 그리스도교 세계가 분열되는 사태가 벌어졌다.
우르바노 6세는 프랑스의 대립교황으로부터 ‘그리스도의 적’이라는 모멸적인 표현을 듣고 파문을 선고받았다. 그러자 시에나의 가타리나는 프랑스 추기경들을 “사람의 탈을 쓴 악마들”이라고 부르면서, 우르바노 6세에 대한 지지 의사를 표명했다. 콜루치오 살루타티는 이 분열의 정치적 성격을 “모두 눈이 멀었다”고 규정하면서, 프랑스 추기경들을 가리켜 “그들은 진짜 교황을 찾은 것이 아니라 단지 갈리아의 교황을 택한 것 뿐”이라며 공개적인 자리에서 비판하였다. 조반니 다 레냐노가 우르바노 6세의 선출을 옹호하는 책 《교회의 비탄》(De fletu ecclesiæ)을 쓰면서 본격적으로 누가 진정한 교황인지에 대한 논쟁에 불이 붙었다. 이 책은 1378년에서 1380년까지 점진적으로 개정됐는데, 우르바노 6세는 이 책의 복사본을 대량으로 찍어내 배포했다. 그러자 곧 프랑스파 측에서 이 책에 대한 수많은 반박글을 냈다. 이처럼 양측 간 공방이 계속되던 중 우르바노 6세는 단 하루 만에 26명이나 되는 추기경을 한꺼번에 서임했다. 그리고 교회 부동산과 재산을 자기 맘대로 양도해서 전쟁을 대비하기 위한 자금을 모았다. 1379년 말엽에 대립교황 클레멘스는 아비뇽으로 갔다. 그리고 그는 아비뇽 유수 시절의 교황들보다도 프랑스 왕에게 휘둘리는 신세가 됐다. 앙주 공작 루이는 로마에서 교황을 몰아내는데 성공할 경우, 교황령인 에밀리아와 로마냐를 합쳐 아드리아 왕국을 만들 야심을 품었다.

## 8성인 전쟁
한편 민간인들에 대한 전례 없는 잔혹함이 잇따라 발생한 8성인 전쟁으로 인하여 피렌체의 자원은 소모되고 있었다. 도시 전체가 교황 그레고리오 11세에 의해 성무금지령이 내려진 피렌체는 전쟁 자금을 충당하기 위해 모든 성당을 개방해 교회 재산 10만 플로린을 매매하였다. 볼로냐는 1377년 8월 교회에 항복을 선언했으며, 피렌체는 1378년 7월 18일 티볼리에서 우르바노 6세에게 교회 재산 배상금으로 20만 플로린을 지불하고 교황의 봉신으로 복귀한다는 조약에 서명해 성무 금지령이 해제되었다.
우르바노 6세의 옛 주인이었던 나폴리 여왕 조반나 1세는 옛 나폴리 대교구장 주교가 자신의 봉건 영주로 임명되었다는 이유로 1378년 늦여름에 교황과의 우호 관계를 청산했다. 그러자 우르바노 6세는 더 큰 문제를 놓치고 일연의 실수를 저지르기 시작했다. 그는 자신의 한때 강력한 우군이었다가 대립교황의 편에 선 그녀를 적대시하여 파문했다. 그리고 그녀를 상대로 십자군 원정을 선포했다. 곧 조반나의 사촌인 동시에 적수로서 교활하고 야심으로 가득찬 두라초의 카를로가 시칠리아 앙주 왕가를 대표하여 1381년 6월 1일 나폴리 왕국의 통치자가 되었다. 조반나는 왕위에서 쫓겨나 1382년 카를로에 의해 암살당했다. 카를로는 자신이 왕위에 오르도록 도와준 것에 보답하기 위해 카푸아와 카세르타, 아베르사, 노체라, 아말피를 교황의 무능력하고 부도덕한 조카에게 넘기기로 약속하였다. 카를로가 나폴리에 자리를 잡자마자 앙주의 루이와 사보이의 아메데오 6세가 그의 왕국을 침범했다. 이에 압박을 느낀 그는 당초 했던 약속을 지키지 않았다. 로마에서는 산탄젤로 성이 포위되어 장악되자 우르바노 6세는 어쩔 수 없이 로마를 떠날 수 밖에 없었다. 1383년 가을에 그는 자신이 직접 나폴리에 가서 카를로를 압박하기로 결심했다. 그런데 나폴리에 간 교황은 카를로가 별다른 실권 없이 사실상 무늬만 왕이라는 사실을 알게 되었다. 1384년 9월 20일 루이가 사망하면서 양측 간에 잠시 화해가 이루어졌다. 카를로는 자유의 몸이 되자 자신의 봉건 영주인 우르바노 6세의 권위에 저항하면서 관계는 더욱 악화되었다. 우르바노 6세는 카를로에 의해 노체라에 포위되어 매일 공격을 받았는데, 그는 장엄한 예식을 통해 그들에게 파문을 선고하였다.
6개월 동안 포위 공격을 받은 후, 루이와 라이몬도 델 발조 오르시니, 톰마소 디 산세베리노 등과 함께 했던 나폴리의 남작 두 명에게 구출된 우르바노 6세는 제노바 총독 안토니오토 아도르노가 보낸 갤리선 6척을 타고 제노바로 무사히 도주할 수 있었다. 그와 함께 노체라에 갇혀 고생했던 추기경들 가운데 몇몇은 무능하고 고집스러운 교황을 제거하고 자신들 중의 한 명을 새 교황으로 추대하려는 음모를 꾸몄다. 그러나 연대기 작가 에지디오 다 비테르보가 “수세기에 걸쳐 유례가 없는 범죄”라고 논평한 음모가 발각되면서 우르바노 6세는 이들을 모두 체포해 고문하고 처형하였다.
우르바노 6세에 대한 지지는 이탈리아 북부 도시국가들과 포르투갈, 잉글랜드, 신성 로마 제국 황제 카를 4세와 독일의 제후들과 아빠스 대부분으로 줄어들었다.
1386년 2월 24일 나폴리 국왕의 카를로 3세가 사망하자 우르바노 6세는 같은 해 12월에 루카로 거처를 옮겼다. 이후 카를로의 아들 라디슬라오를 지지하는 파벌과 앙주의 루이 2세를 지지하는 파벌 사이에 나폴리 왕국을 놓고 서로 다투게 되었다. 우르바노 6세는 나폴리 왕국이 이처럼 무정부 상태에 빠진 상황을 이용하여 자신의 조카 프란체스코 모리코티 프리냐니를 위해 나폴리를 손에 넣으려고 애썼다. 그동안 그는 비테르보와 페루자를 다시 장악하였다.

## 부상과 죽음
1388년 8월 우르바노 6세는 군사 수천 명을 거느리고 페루자를 떠나 로마로 갔다. 그리고 기금을 마련하기 위해 그는 1390년에 성년을 지낸다고 발표하면서 33년마다 성년을 지내도록 칙서를 내렸다. 우르바노 6세가 성년 발표를 할 당시는 이전에 교황 클레멘스 6세가 성년을 지낸 지 38년이 지나서였다. 우르바노 6세는 로마로 행군하던 중 나르니에서 타고 있던 노새에서 낙마해 크게 다쳤다. 10월 초 로마에 당도한 그는 간신히 몸을 추스르고 반데레시 정부를 추방하고 교황의 권위를 회복하였다. 하지만 그는 얼마 안 가 선종했다. 사망 원인은 낙마했을 때의 부상으로 보인다. 당시 성 베드로 대성전은 한창 재건 공사가 진행되고 있던 중이었기 때문에 우르바노 6세의 시신은 거의 방치되다시피 했으며, 그의 석관은 말들에게 물을 주는 용도로 사용되었다. 뒤늦게 교회 역사학자 자코모 그리말디가 이를 보고 그 심각성을 깨달아 석관이 수습되어 우르바노 6세의 시신은 정중히 안장될 수 있었다.
교황 우르바노 6세의 뒤를 이어 교황 보니파시오 9세가 선출되어 즉위하였다.

## 같이 보기
- 교황 목록